# Açude-ponte de Coimbra
O Açude-ponte de Coimbra é uma infraestrura sobre o leito do rio Mondego na cidade de Coimbra que permitiu simultaneamente criar uma albufeira e a travessia rodoviário daquele rio. Projetada no ano de 1978, entrou em funcionamento no ano de 1981. A construção do açude criou um espelho de água permanente em frente à cidade de Coimbra.
A Ponte do Açude foi construída como consequência da construção do açude, criando assim uma travessia rodoviária urbana no extremo oeste da cidade.